# バード・ウィーク
『バード・ウィーク』は、1986年6月3日に東芝EMI（現・ユニバーサル ミュージックLLC）によってファミリーコンピュータ用ソフトとして発売された生態系シミュレーションゲームである。

## 概要
ゲーム内容は親鳥のマミーが雛を育てることが目的である。親鳥は雛に餌をあたえるために空を飛んでいる虫を取るが、親鳥を妨害する敵もいるので、親鳥はキノコを掴み投下して敵を倒す。当初、全999面が存在するといううたい文句であったが、実際は36面を一区切りとし、以降は1面からループしている。ボーナスステージもある。雛にエサを規定数あたえると巣立っていくが、その描写が昇天（死んでしまった）しているようにも見えるため、普通にゲームを進めていても「エサを与えているのに、雛が死んでしまった。どうすればよいのだろう？」と戸惑う人が続出した事でも有名なゲーム。当時のプレーヤーの中には『光線銃』対応のシューティングゲームと勘違いして購入した者がいると伝えられている。
「家族みんなで楽しめるゲーム」という点をアピールし、発売時には家族対抗コンテストが行われた。

## 登場キャラクター
マミー
プレイヤーが操作する親鳥。攻撃能力は無い。
ブルート
ワシ。最初のステージから出てくる。当初はゆっくり飛んでいるが、ステージを重ねる毎に速くなっていく。
ピョン吉
カンガルーネズミ。地面から飛び上がって攻撃してくる。
とび丸
ムササビ。
ペッカー
キツツキ。
クイッキー
ハヤブサ。急降下してマミーを襲う強敵。
ブン助
ハチ。しつこく後を追ってくる。
ブン太
ハチ。ゆっくり左右に揺れながら飛んでくる。
虫
雛鳥の餌となる虫。一匹ずつ咥えて、巣に持ち帰らなければならない。
セスナ
飛魚。ボーナスステージに出現。

## 評価
| 項目 | キャラクタ | 音楽 | 操作性 | 熱中度 | お買得度 | オリジナリティ | 総合  |
| 得点 | 3.28       | 2.62 | 1.81   | 2.25   | 2.02     | 1.84           | 13.82 |

- ゲーム誌『ファミリーコンピュータMagazine』の読者投票による「ゲーム通信簿」での評価は別記通り13.82点（満30点）となっている[2]。また、同雑誌1991年5月10日号特別付録の「ファミコンロムカセット オールカタログ」では「メルヘンタッチの家族ゲーム」、「なんとなく心のアッタカ～クなるような、子育てゲームだ」であると紹介されている[2]。

- ゲーム本『仰天B級ゲームの逆襲』（1998年）では、独自の採点方法によりイマウケ度3点、カルト度3点、グラフィック2点、オリジナリティー2点、ハラダチ度2点、インパクト3点という評価を下しており、「一見ほのぼのとしたゲームですが、なかなかどうして難しい」、「チョウチョの動きがイヤらしいね。微妙にフラフラしててつかまえづらい」、「ヒナが全滅してもゲームオーバーなのか。見かけによらず結構シビア」と難易度の高さを否定的に評価した[3]。

## その他
- べーしっ君

本作と同年発売の単行本『べーしっ君』 （LOGIN別冊・アスキーコミックス）に読み切りで収録された書き下ろし短編「血染めのジョイスティック」では、作中のファミコン大臣決定戦を『バード・ウィーク』と『ギャラクシアン』で対決した。内容は巨人の星のパロディである。